# Avril 1778
Cette page présente les faits marquants du mois d'avril 1778.

## Événements
- 21 avril : Phillips Academy, un des lycées privés les plus renommés des États-Unis, est fondée par Samuel Phillips Jr.[1].

## Décès
- 5 avril : Dominique-François Rivard (né en 1697), mathématicien et philosophe lorrain, puis français.
- 19 avril : Alice Reilly, imprimeuse et éditrice irlandaise.
- 22 avril : James Hargreaves (né en 1720), inventeur anglais.
- 25 avril : James Relly (en), prédicateur unitariste.